# Turki bin Talal Al Saud

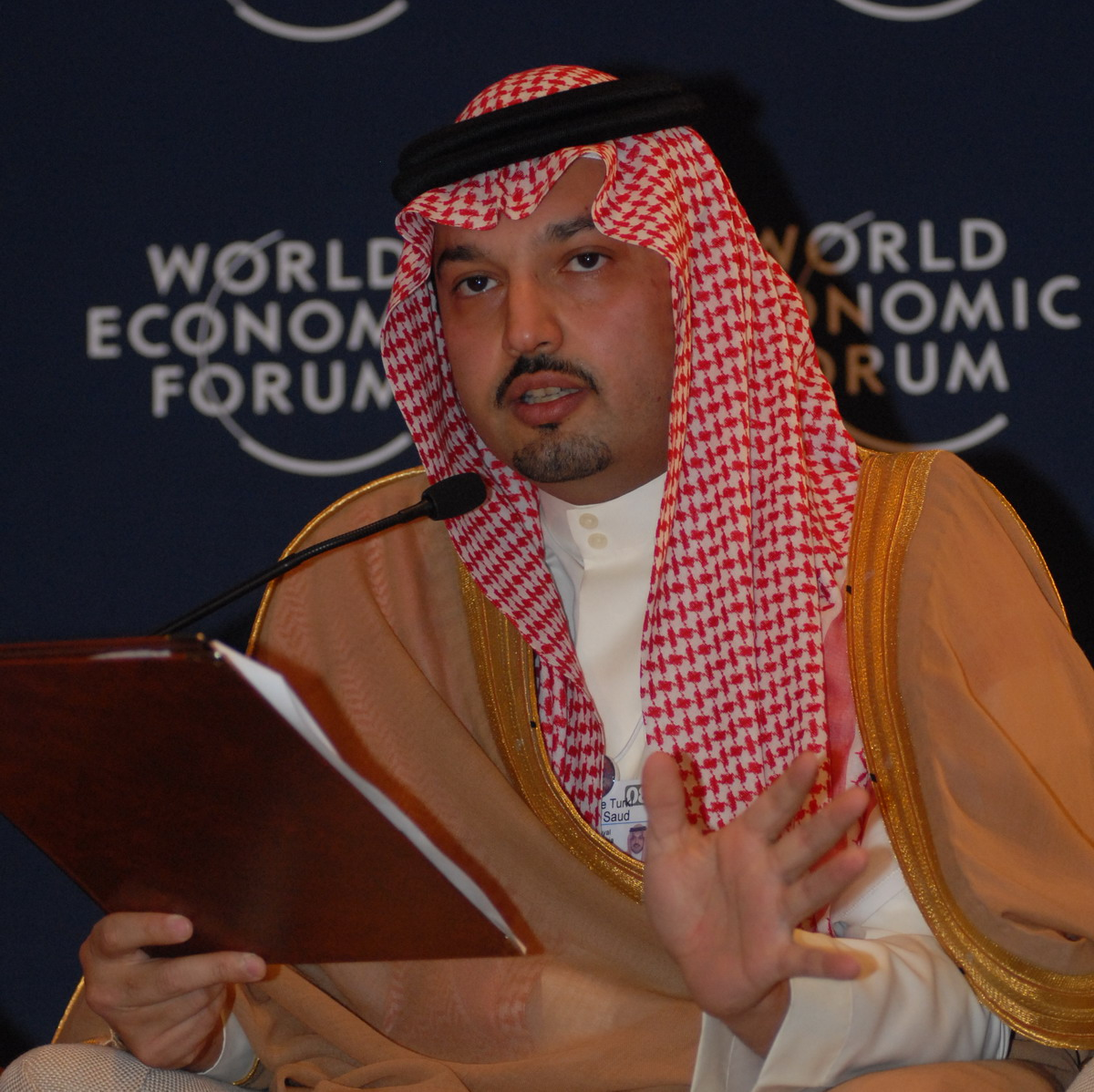
Turki bin Talal Al Saud (2008)

Prinz Turki bin Talal bin Abdulaziz Al Saud (arabisch تركي بن طلال بن عبد العزيز آل سعود, DMG Turkī b. Ṭalāl b. ʿAbd al-ʿAzīz Āl Saʿūd, * 1968) ist ein saudi-arabischer Politiker und Mitglied der Saudi-Dynastie. Er ist seit Dezember 2018 Gouverneur der Provinz Asir.

## Leben
Turki wurde als Sohn des Prinzen Talal geboren. Sein Großvater ist der Staatsgründer und erste König Saudi-Arabiens, Ibn Saud. Turki ist ein Absolvent der Royal Military Academy Sandhurst. Er erhielt 2015 die Ehrendoktorwürde von der Amman Arab University.
Im Dezember 2018 wurde er zum Gouverneur der Provinz Asir ernannt und ersetzte damit seinen Cousin Faisal bin Khalid, einen Sohn König Khalids, in dieser Position. Zuvor war er stellvertretender Gouverneur ebenjener Provinz gewesen. Er bekleidet außerdem den Rang eines Brigadegeneral innerhalb der saudischen Armee.
Turki ist ein jüngerer Halbbruder des Milliardärs al-Walid bin Talal.

## Familie
Turki ist Vater von drei Töchtern und einem Sohn.